# Santi Giuseppe e Orsola
Santi Giuseppe e Orsola ou Igreja dos Santos José e Úrsula era uma igreja de Roma, Itália, localizada no rione Campo de Marte, na via Vittoria, desconsagrada. Era dedicada a São José e a Santa Úrsula.

## História
O templo e mosteiro agostiniano vizinho foram dedicados por Camilla Orsini Borghese e comprados com uma oferta de Laura Maninozzi d’Este, duquesa de Módena, em 1684, para abrigar jovens. O papa Clemente XIII mandou restaurar e embelezar a igreja, Bento XIV a ampliou com base num projeto de M. Fontana; depois foi novamente ampliada e decorada em 1760 e 1779 por Pietro Camporese.
Assim a descreveu Mariano Armellini:
| “ | O interior é muito rico em estuques: alguns dos afrescos do altar-mor são obras do célebre pintor jesuíta Andrea Pozzo, autor dos afrescos da Capela de Santo Agostinho, do "Martírio de Santa Úrsula" no teto | ” |
|   | — Armellini. |   |

Em 1839, a igreja foi entregue à Accademia di Santa Cecilia, que a transformou numa sala de concertos. Hoje é uma das sedes da Accademia Nazionale d'Arte Drammatica.